# Мадё
Уезд Мадё (кит. упр. 玛多县, пиньинь Mǎduō xiàn, палл. Мадо сянь, тиб. རྨ་སྟོད་རྫོང, Вайли: rma stod rdzong, тиб. пиньинь: Madoi zong) — уезд Голог-Тибетского автономного округа провинции Цинхай (КНР).

## География
Уезд расположен у истока реки Хуанхэ. Средняя высота над уровнем моря превышает 4500 м.

### Флора и фауна
По состоянию на 2025 год в регионе было зарегистрировано 119 видов диких животных, относящихся к 22 отрядам и 46 семействам. Среди них — снежный барс, беломордый олень, дикий як, кианг и другие редкие виды. Флора была представлена 467 видами растений из 40 семейств и 154 родов, включая родиолу розовую и астрагал хуанчи.

## История
Уезд был выделен в 1957 году из уезда Гаде. В 1959 году уезд Мадё был передан из Голог-Тибетского автономного округа в состав Хайнань-Тибетского автономного округа, а из Хайнань-Тибетского автономного округа в состав Голог-Тибетского автономного округа перешёл уезд Тундэ, но в 1962 году эти уезды были возвращены в прежние автономные округа.

## Административное деление
Уезд Мадё делится на 2 посёлка и 2 волости.

## Достопримечательности
- Национальный парк Саньцзянъюань[3]
  - Парк истока реки Хуанхэ